# What’s New (альбом Линды Ронстадт)
What’s New — двенадцатый студийный альбом американской певицы Линды Ронстадт, вышедший в 1983 году. Он достиг миллионных продаж и платиновго статуса RIAA. Записи были сделаны вместе с Нельсоном Риддлом, легендарным американским аранжировщик музыки для биг-бэндов, наиболее известным по своему многолетнему сотрудничеству с Фрэнком Синатрой. Диск стал второй частью джазовой совместной трилогии певицы и композитора. Номинация на премию «Грэмми» за лучшее женское вокальное поп-исполнение (где конкурировала с Донной Саммер, Бонни Тайлер и Шиной Истон и уступила Айрин Кара).

## История
Альбом вышел в сентябре 1983 года на лейблах Elektra Records/Asylum Records.
Диск стал первым альбомом новой джазовой трилогии с платиновым статусом, созданным совместно Линдой и Нельсоном Риддлом и 9-м для Ронстадт диском с более чем миллионным тиражом. Альбом получил положительные и умеренные отзывы музыкальных критиков и интернет-изданий, имел коммерческий успех и тираж в 3 млн копий в США и платиновую сертификацию RIAA. Альбом занял позицию № 2 в чарте Top Jazz Albums, в американском хит-параде Billboard Top LPs & Tape диск занял 3-е место. Диск провёл в американском хит-параде 80 недель и 5 недель подряд сохранял третье место, уступая только альбомам Thriller Майкла Джексона и Can’t Slow Down Лайонела Ричи.

## Список композиций
| №  | Название                              | Автор(ы)                       | Длительность |
| -- | ------------------------------------- | ------------------------------ | ------------ |
| 1. | «What’s New?»                         | Джонни Берк, Боб Хаггарт       | 3:55         |
| 2. | «I’ve Got a Crush on You»             | Джордж Гершвин, Айра Гершвин   | 3:28         |
| 3. | «Guess I’ll Hang My Tears Out to Dry» | Сэмми Кан, Джул Стайн          | 4:13         |
| 4. | «Crazy He Calls Me»                   | Карл Сигман, Сидни Кейт Рассел | 3:33         |
| 5. | «Someone to Watch Over Me»            | Джордж Гершвин, Айра Гершвин   | 4:09         |

| №                   | Название                                     | Автор(ы)                                          | Длительность |
| ------------------- | -------------------------------------------- | ------------------------------------------------- | ------------ |
| 1.                  | «I Don’t Stand a Ghost of a Chance with You» | Бинг Кросби, Нед Вашингтон, Виктор Янг            | 4:06         |
| 2.                  | «What’ll I Do»                               | Ирвинг Берлин                                     | 4:06         |
| 3.                  | «Lover Man (Oh, Where Can You Be?)»          | Джимми Дэвис, Джимми Шерман, Роджер «Рэм» Рамирес | 4:18         |
| 4.                  | «Goodbye»                                    | Гордон Дженкинс                                   | 4:47         |
| Общая длительность: | Общая длительность:                          | Общая длительность:                               | 36:35        |

## Участники записи
Приведены по сведениям базы данных Discogs, нумерация треков указана по изданию в формате компакт-диска.

| Музыканты: - Линда Ронстадт — вокал - Нельсон Риддл — дирижёр, аранжировка - Рэй Браун — бас-гитара (в песнях 1—4, 6, 8, 9) - Деннис Будимир — гитара (в песнях 5, 7) - Томми Тедеско — гитара (в песнях 1—4, 6, 8, 9) - Дон Гролник — фортепиано - Джон Герин — ударные - Джим Хьюхарт — бас-гитара (в песнях 5, 7) - Плас Джонсон — тенор-саксофон (в песне 4) - Боб Купер — тенор-саксофон (в песнях 6, 7) - Тони Терран — труба (в песне 2) - Чонси Уэлш — тромбон (в песне 8) - Леонард Аткинс — концертмейстер - Натан Росс — концертмейстер | Технический персонал: - Питер Эшер — музыкальный продюсер - Джордж Массенбург — звукорежиссёр, сведение - Барбара Руни — ассистент звукорежиссёра по записи, ассистент звукорежиссёра по микшированию - Роберт Спано — ассистент звукорежиссёра по записи, ассистент звукорежиссёра по микшированию - Дуг Сакс — мастеринг-инженер - Глория Бойс — координатор альбома - Джон Кош — арт-директор, дизайнер - Рон Ларсон — арт-директор, дизайнер - Брайан Арис — фотограф - Дженни Шорр — стилист по гардеробу |

## Позиции в хит-парадах и сертификации
Еженедельные чарты:
| Год       | Хит-парад                        | Высшая позиция | Пребывание в чарте |
| --------- | -------------------------------- | -------------- | ------------------ |
| 1983—1984 | Австралия (Kent Music Report)    | 26             | нет данных         |
| 1983—1984 | Великобритания (UK Albums Chart) | 31             | 5 недель           |
| 1983—1984 | Канада (RPM 100 Albums)          | 18             | 28 недель          |
| 1983—1984 | США (Billboard Top LPs & Tape)   | 3              | 80 недель          |

| Регион                                                      | Сертификация  | Продажи    |
| ----------------------------------------------------------- | ------------- | ---------- |
| Канада (Music Canada)                                       | Платиновый    | 100 000^   |
| США (RIAA)                                                  | 3× Платиновый | 3 000 000^ |
| ^ Данные о тиражах приведены только на основе сертификации. |               |            |

| Хит-парад (1984)      | Позиция |
| --------------------- | ------- |
| Канада (RPM Year-End) | 93      |